# Кишимурде
Кишимурде — средневековое поселение 7—13 вв, в 5—6 км к юго-западу от поселка Бесагаш Жамбылского района Жамбылской области. Исследовано в 1940 году экспедицией Жамбылского археологического пункта (рук. Г. И. Пацевич), в 1978 — экспедицией Жамбылского областного историко-краеведческого музея, в 1986 году — археологической экспедицией Свода памятников истории и культуры н.-и. ин-та истории, археологии и этнографии АН Казахстана (рук. К.Байпаков, П. Е. Каратаев). Овальный в плане холм размерами с севера 
на юг 25 м обнесен крепостной стеной, с запада на восток 21 м. С южной стороны холма следы рва. На вершине воронка диаметром около 10 м и глубина 0,5 м. На территории поселения захоронение. В выбросах земли из могильных ям встречаются фрагменты неполивной керамики.